# Kaharole
Kaharole (en bengali : কাহারোল) est une upazila du Bangladesh dans le district de Dinajpur. En 1991, on y dénombrait 118 379 habitants.